# 金巴斯集團
金巴斯集團（Compass Group plc）是一家總部位於英格蘭薩里郡切特西的跨國餐飲業集團。它是世界上最大的合約制餐飲業公司，在超過50個國家運營。該集團已在倫敦證券交易所上市，且是富時100指數成分。

## 外部連結
- Compass Group PLC – Official site （页面存档备份，存于）
- Yahoo! profile （页面存档备份，存于）